# Camber, East Sussex
Camber är en ort och civil parish i Storbritannien.   Den ligger i grevskapet East Sussex och riksdelen England, i den sydöstra delen av landet, 90 km sydost om huvudstaden London. Camber ligger 2 meter över havet och antalet invånare är 1 000.
Terrängen runt Camber är platt. Havet är nära Camber söderut.  Närmaste större samhälle är Hastings, 18,1 km sydväst om Camber. 